# La Castanyera
La Castanyera és una masia del Brull (Osona) protegida com a Bé Cultural d'Interès Local.

## Descripció
Casa de planta quadrada, de grans proporcions. Té la façana principal encarada al sud, tot i que s'hi pot accedir també des de tramuntana. L'edifici consta de planta i pis, amb golfes. La teulada és a dues vessants (est/oest) i de teula àrab. La porxada que s'aprecia a la fotografia és de nova construcció. El seu interior ha estat adaptat a les necessitats de residència per a minusvàlids (és propietat del Cotolengo) i, per tant, la seva estructura ha estat modificada.
Tota l'era que circumda la casa ha estat enquitranada i s'ha construït un edifici a la part nord, destinat a menjadors, i una església neoromànica al sud.

## Història
Casa pairal construïda a la segona meitat del segle xviii (1762), possiblement en el mateix indret on anteriorment hi hauria l'antiga masia. La seva planta quadrada i les proporcions considerables li donen un aspecte senyorial. Ha estat restaurada i condicionada els darrers anys, respectant-ne el seu aspecte exterior, no sol de les teulades i llinda, sinó també de l'arrebossat dels seus murs.
Tan sols la construcció d'un porxo al sud ha alterat el seu aspecte exterior. Al seu costat ha estat edificada de nou una capella romànica de pedra i lloses, al 1985. Actualment és residència esporàdica dels malalts del Cotolengo.